# Clydonium madrigali
Clydonium madrigali là một loài tò vò trong họ Ichneumonidae.